# Pescueza
Pescueza es un municipio español de la provincia de Cáceres, Extremadura. El pueblo está situado en un terreno accidentado, rodeado por los huertos con paredes de pizarra que en muchos lugares está cambiando por alambradas y paredes de bloques de cemento.
Se encuentra a tres kilómetros al sur del río Alagón y a seis al norte de la rivera de Fresnedosa, que son los dos cursos de agua más importantes que surcan su término municipal.

## Geografía física
El término municipal de Pescueza limita con:
- Casillas de Coria al norte.
- Portaje al este.
- Acehúche al sur.
- Cachorrilla al oeste.

## Historia
El pueblo se fundó aproximadamente en la primera mitad del siglo XV. Los primeros documentos que demuestran la existencia del lugar son de 1479 y 1497 y en los mismos se hablaba sobre deslinde y amojonamiento. La actividad principal del pueblo siempre fue la ganadería desde su fundación, lo cual sigue siendo así en la actualidad.
En 1530 se hizo un censo de población dirigido por Tomás González, posiblemente por encargo de la diócesis de Coria. Según ese censo, el pueblo tenía aquel año 80 vecinos pecheros https://es.wikipedia.org/wiki/Pechero y unos 320 habitantes.
En la iglesia parroquial, dedicada a la Virgen de la Asunción, hay documentos de finales del siglo XVI. Según éstos, en esa época el pueblo tenía dos cofradías: la de San Antonio Abad y la de la Vera Cruz, a la última de las cuales se le concedió una bula papal en el siglo XVII.
El Catastro de Ensenada se hizo en este pueblo en 1754. Según el mismo, Pescueza pertenecía al señorío de Toledo como integrante en el territorio jurisdiccional del marquesado de Coria y ducado de Alba. El duque de Alba fue hasta 1811 dueño de la finca "Los Arenales", situada en el margen izquierdo de la rivera de Fresnedosa y que abarca más de la mitad del actual término municipal de Pescueza.
A la caída del Antiguo Régimen la localidad se constituye en municipio constitucional en la región de Extremadura, Partido Judicial de Coria que en el censo de 1842 contaba con 110 hogares y 603 vecinos.

## Demografía
Pescueza cuenta con una población de 150 habitantes (INE 2024).
| Gráfica de evolución demográfica de Pescueza entre 1842 y 2021                                                      |
| |
| Población de derecho según los censos de población del INE Población de hecho según los censos de población del INE |

## Transportes
La única carretera es la carretera local de Cachorrilla y Pescueza (CC-70), desvío de la carretera local que une Portaje y Ceclavín (CC-49) para acceder a estas dos localidades.

## Servicios públicos

### Educación
Carece de centro educativo propio desde 1993 debido a la escasez de población local en edad escolar. La localidad más próxima con colegio propio es Portaje. Para la educación secundaria hay un instituto en Coria.

### Sanidad
En el pueblo hay un consultorio de atención primaria situado en la calle Postigo.

## Patrimonio

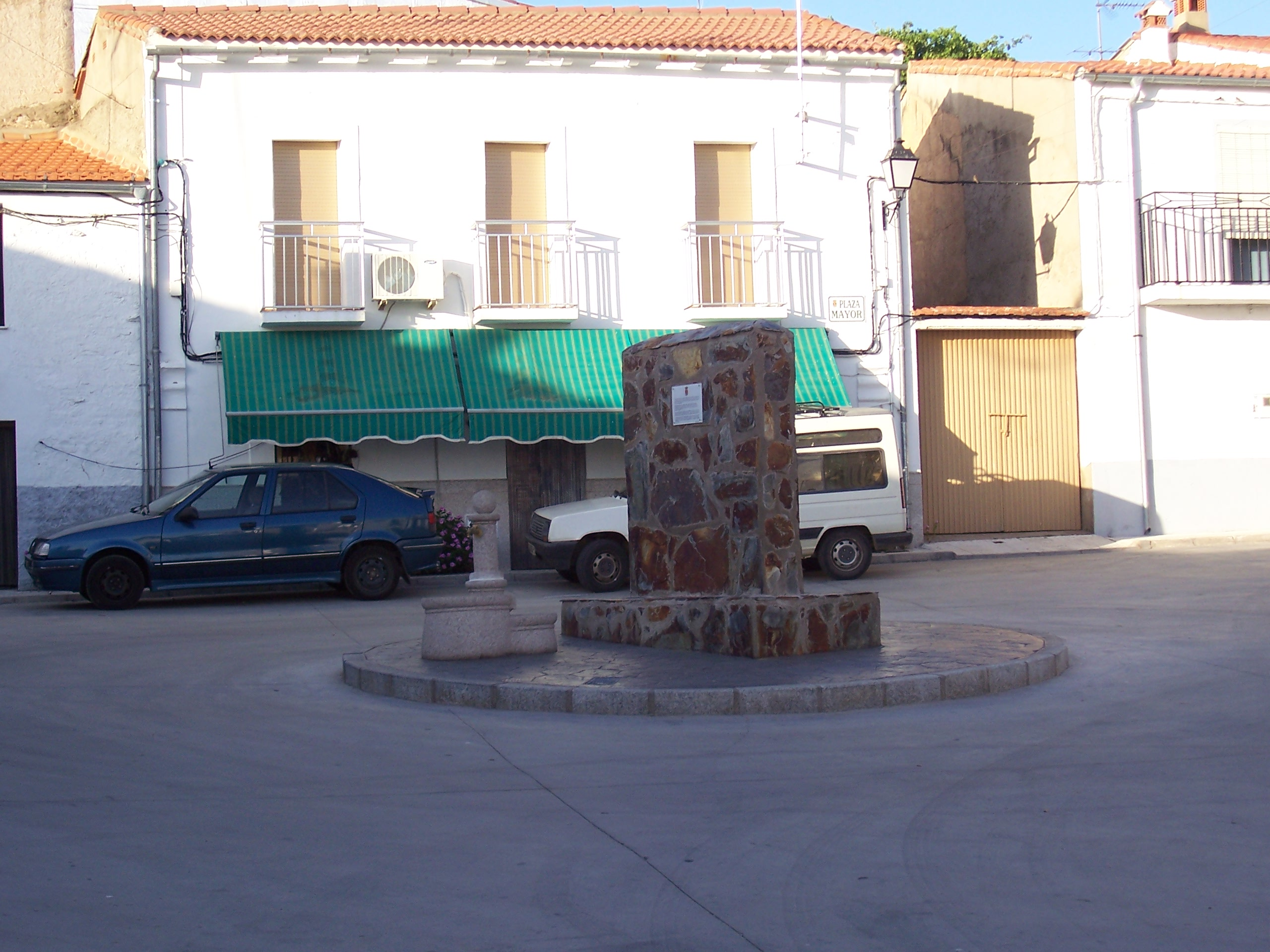
Fuente en la Plaza Mayor.

El edificio más importante es su Iglesia parroquial católica, fechada en el siglo XVI. Sus paredes son muros de pizarra y su techumbre está dividida en dos partes, la primera es de reciente construcción (restaurada) con materiales modernos y la parte de la cabecera presenta una bóveda de medio cañón con lunetos a ambos lados.
Existen dos ermitas en ruinas, una a las afueras del pueblo, la de San Antón y otra localizada a unos ocho kilómetros, en El Arenal, dedicada a San Pedro de Alcántara. Además el pueblo cuenta con otra ermita, la del Cristo, que está actualmente en uso y que está adosada al cementerio.

## Festividades
Principales fiestas pescozanas:
- San Antón, 17 de enero.

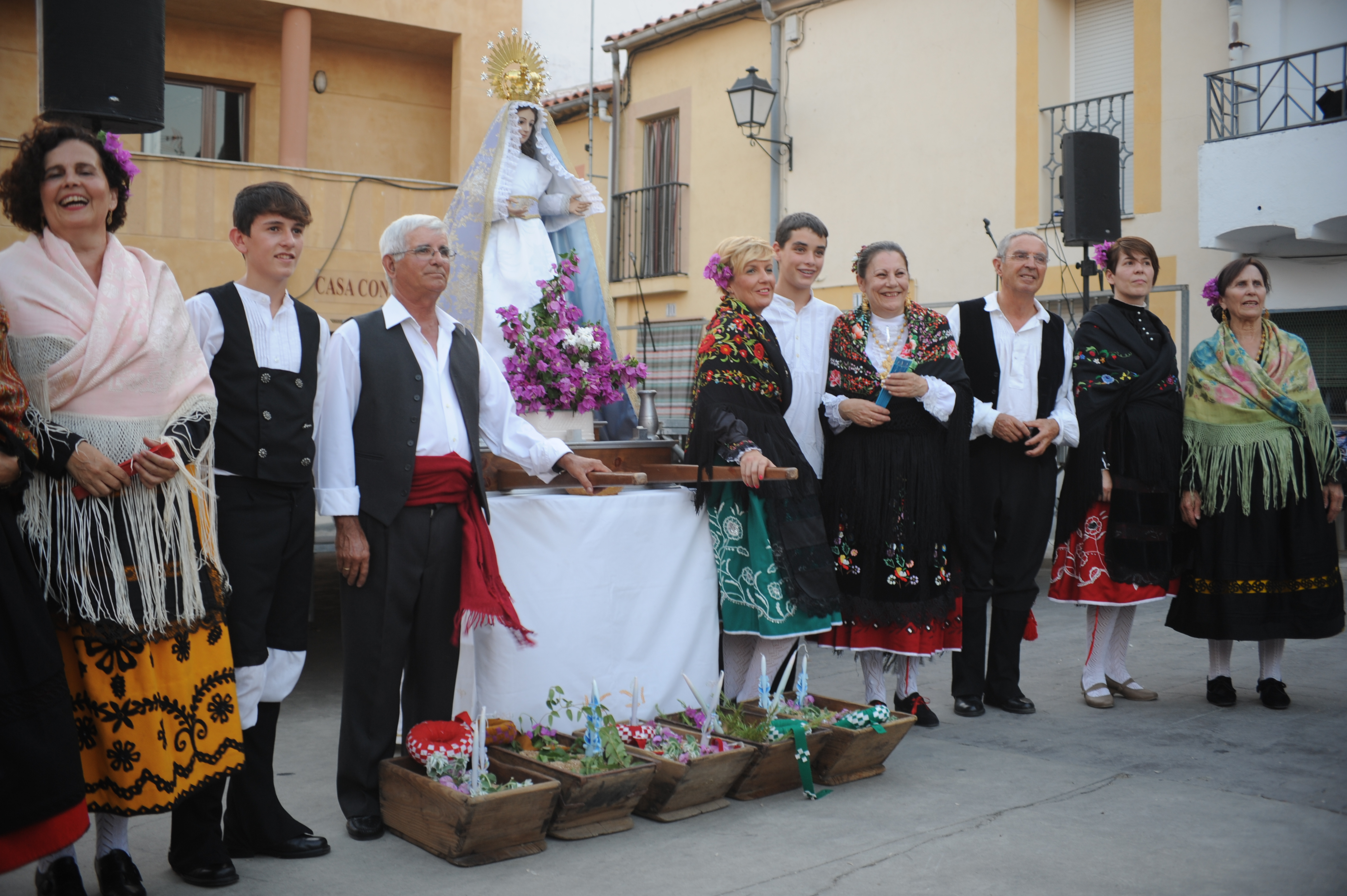
Fiesta del Tálamo.

- El Festivalino de Pescueza, abril.[7]
- Romería de San Marcos, sábado anterior al 25 de abril (San Marcos).
- San Marcos y San Marquinos, 25 y 26 de abril
- El Tálamo, 15 de agosto.